# 飯野賢治
飯野 賢治（いいの けんじ、1970年〈昭和45年〉5月5日 - 2013年〈平成25年〉2月20日）は、日本のゲームクリエイター、実業家。
有限会社EIM、株式会社ワープ、株式会社スーパーワープ、株式会社フロムイエロートゥオレンジなどで代表取締役社長を務めた。

## 来歴

### 生い立ち
1970年、東京都荒川区出身。「賢治」という名前は『宮沢賢治』からとったと父親が語っていたという。英才教育の幼稚園に入るが、小学校2年で母親が失踪し、その後父親と2人暮らしとなる。
小学校3年の頃初めてパソコンを購入。音楽が好きだった為、自動演奏させる為、PC-6001を買ったが、当時好きだったアーケードゲームを移植する為にすぐまたPC-8801を買い、プログラムを覚えていったという。アドベンチャーゲームを作って、友達によく貸していた事もあったという。
小学校5年の時に、埼玉県に引っ越し、埼玉県で育つが学校に行く時を除いてほとんど東京に行っていたと言う。
テレビで見た中村光一がプログラムのコンテストで賞を取った事に影響を受け、自分が作ったゲームをゲームコンテストに出し、小学校5、6年の頃に作った『十和田湖殺人事件』がゲームコンテストに入賞した。また小学校6年の時に学校が嫌になり2週間ぐらい学校に行かなくなった事もあったという。城西大学付属川越高等学校を中退後、約1年のバイト生活を経て一応高認試験を受けるが対策をしていなかったため自業自得に受からなかったと本人は語っている。

### ゲーム業界へ
1988年にゲーム制作会社の有限会社インターリンクに入社する。
企画を持ち込んだHAL研究所のスタッフに組織化を勧められ、1989年に友人らと共にゲームの下請け専門の有限会社EIMを設立。バンプレスト、HAL研究所等に営業活動を行う。また、この頃並行してバンタンデザイン研究所、代々木アニメーション学院で講師を務める。

### 株式会社ワープ設立
Dの食卓
1994年に株式会社ワープを設立。翌1995年に代表作の『Dの食卓』（3DO版）をリリースし、「マルチメディアグランプリ'95 通産大臣賞」を受賞。
風のリグレット
1997年にも画面表示一切無し、音だけでプレイする実験的なゲーム『リアルサウンド ～風のリグレット～』をリリース。本作の制作・製作が想像以上に面白かったため、その後も友人でもあった脚本家の坂元裕二を迎えて大きな商業的成功も視野に入れた「300万本売れるRPG（仮題）」の製作を予定していたが、別の仕事と並行していたこともあり企画は仮タイトルだけ決められたまま進まず、のちに坂元がワープを退社している。しかし、その一方でその後も飯野と坂元の交友は業種は違えど続いていた。
エネミーゼロ
1997年には、宇宙船内にて姿の見えないエイリアンと戦う『エネミーゼロ』を発表。主人公の名前に『Dの食卓』と同じ「ローラ」を用い、ローラ三部作の第二弾とした。制作発表会において、後述する「エネミー・ゼロ事件」を起こして、ソニーと決別してセガサターンに移行した。
Dの食卓2
1999年には、雪山での戦いを強いられるローラ三部作最後の作品である『Dの食卓2』を発表している。
一時期はゲームデザイナーの代表として積極的にマスコミに露出し、ラジオ番組のレギュラーを持つなど、時代の寵児として扱われていた。当時のノリは「企業というよりもバンド」と語っており、ゲームソフトの販売本数は多かったが、依然経営は苦しかったと自伝で語っている。

### スーパーワープ設立
2000年、スーパーワープ設立、代表取締役社長に就任。しかし、その後はこれといったヒット作に恵まれず、スーパーワープも社名をフロムイエロートゥオレンジに変え、コンピュータネットワークやIT関連の仕事、自販機の自動決済や、デパートのタッチパネル案内板などの作成などを行った。
2003年、講談社発行の文芸誌『ファウスト』創刊号にて小説家デビューを果たした。2004年に『朝日新聞』紙上にて行っていた10代向けの人生相談を終了。
2008年8月25日に『moon』のクリエイターでもある有限会社Route24代表の西健一と共同開発したiPhone/iPod touch用アプリ『newtonica』をリリース。発売直後に日本のApp Storeランキング1位となり、世界各国でもチャートインする。続編として、2008年12月に『newtonica2』、2009年1月に『newtonica2 resort』をリリース。
さらに2009年3月26日、フロムイエロートゥオレンジ開発のWiiウェア『きみとぼくと立体。』を任天堂ブランドタイトルとして発表。飯野は企画・ディレクションを担当した。その後はトークショーイベントなどの活動を行ってきた。

### 心不全で死去
かなりの肥満体だった飯野は「炭水化物抜きダイエット」を実践して減量に成功し、高血圧の大きな原因である肥満は解消傾向にあった。しかし2013年2月20日21時42分、高血圧性心不全のため東京都内の自宅で死去。42歳没。亡くなる3日前の2月17日までアメリカマサチューセッツ州ボストンに滞在し、Twitterを更新していた。

## 趣味・嗜好
中学時代の教師に哲学を勧められ、愛読書はデカルト『方法序説』、ウィトゲンシュタイン『論理哲学論考』、カント『純粋理性批判』、ニーチェ、ユング等、哲学に造詣が深い一面もあった。
サスペンス・スリラー映画製作者アルフレッド・ヒッチコック監督のファン。音楽ではビートルズ、Y.M.O.のファンで尊敬するミュージシャンに挙げていた。
自分で作曲をすることもあり、音楽家のマイケル・ナイマンとも親交を持っていた。晩年はtwitterを頻繁に利用し、twitter上で浅岡雄也、HISASHI、AOKI takamasa等と組み「NORWAY」というバンドを結成。直接会ったことも無いメンバーもいる中、お互いの音楽ファイルを交換しながら製作した楽曲をYouTubeなどで公開し話題になった。
昔からMacintoshを愛用しており、Windowsのデザイン性などを批判していたこともある。
各界の著名人にも面識が多く、堀江貴文などとも親交があった。共にゲーム制作をしていたゲームクリエイター上田文人は飯野の死没後、「彼を意識して仕事をしていく」とコメントを残している。

## エネミー・ゼロ事件
『エネミー・ゼロ』は当初プレイステーション（PS）で発売されることになっており、1996年3月27日に開催されたソニー・コンピュータエンタテインメント主催のイベント「プレイステーションエキスポ」にて製作発表会が行われた。
デモ映像を流した後、飯野が挨拶をするという流れだったが、デモ映像終了後に飯野が壇上で突然マッキントッシュのキーを叩いた次の瞬間、スクリーンに映し出されていたプレイステーションのロゴがセガサターンのロゴにモーフィング変形し、ソニーが発売した、プレイステーション用のゲーム『ジャンピングフラッシュ!』に登場する、ゲームのマスコットであり、当時SCEのマスコット的存在でもあった、ムームー星人のぬいぐるみに飯野が飛び乗り、ムームー星人のぬいぐるみを踏みつける。それに続き、当時のセガの社長である入交昭一郎による「セガサターンへようこそ」というメッセージビデオが流れた。
これは、事実上の「プレイステーション版の開発無期限停止」＆「セガサターン版の開発開始」の発表であり、その手法があまりに異様であったため、エネミー・ゼロ事件と呼ばれることになった。
同事件は『Dの食卓』がマルチプラットフォーム化された際に、先に発売されたセガサターン版が見込み発注により在庫がダブつき、結果的に大量に中古市場に流れた事態を受けて、PS版の発売の際に余剰在庫分は自社で回収するという条件を提示して初回出荷15万本を要望したにもかかわらず、SCEは初回4万本と初回生産本数を必要以上に減らしたことに端を発している。しかも、PS版は完売してしまったため飯野はこの時にビジネスチャンスを潰されたと考えたが、プレイステーション側の担当者はそうは考えず、確執が生まれた。
『エネミー・ゼロ』製作時、『Dの食卓』の利益をすべてつぎ込むような体制になっていて、飯野は前回のような事態になることを恐れたという。なお、この事件以降、ワープはプレイステーションで作品を発表しておらず、これが原因となってセガサターン一極体制となったワープの経営には大きな影響が生じた。

## エピソード
- 小説家の吉本ばななは飯野が制作するゲームのファンであることを公言しており、飯野にファンレターを送っている[12]。
- 『エネミー・ゼロ』テスト版をプレイした友人の遠藤雅伸から、（せっかく新規性のあるゲームなのに）「難易度が高くてやる気がしない」「マップが広すぎる」などの指摘があったが、頑なに修正は行わなかった。「遊ぶ客のことを考えるべき」との岡本吉起の意見も「これからどんどんネット社会になるんだから攻略法はどのみちすぐに公開される」「それよりもこれからはユーザーを一切舐めない姿勢が重要になる」と反論し、聞かなかったという[13]。
- 先述の岡本吉起とはかつては交友があったが、あるゲームのトークショーにて岡本の「ゲームが好きなゲーム開発者なんていませんよ」という発言（岡本は「コンピュータゲームが嫌い」と公言していることで有名）に対し飯野が「俺は好きだよ」と返したところ、岡本に「あぁ、だからお前だけは2流なんだよ」と答えを返されたことをきっかけに絶縁、携帯からも電話番号を削除してそれ以降話すことはなかった。
- 『リアルサウンド 〜風のリグレット〜』に関する『ファミ通』のクロスレビューを批判し「このゲームを評価するなら10点満点か評価不能のどちらかにしろ」と発言、ファミ通編集部と対立した。発言のニュアンスとしては、「ゲームの評価は極端にハマる人もいれば極端に合わない人もいる。このジャンルが極端に合う価値観や体質の人だっているはずであり、そういう人にこのレビュー方式では面白さを伝えられない」という意味である。この騒動は、のちに同誌で連載していた鈴木みそのコミック『おとなのしくみ』内で、当時の週刊ファミ通編集長であった浜村弘一と話し合う場が設けられた。
- ゲーム専門誌の『エネミーゼロ』特集記事で、任天堂の宮本茂を評して「宮本さんは所詮2Dまでの人。3Dはもうダメかな。」と発言。また、雑誌での宮本との対談にて、プレイヤーとして飯野には満足できなかった『スーパーマリオ64』の評価を本人に直接行った。険悪な感じではなく、かねてから敬意を表し、一ファンとして期待していた宮本の新作への違和感を述べたものである。それに対して宮本は「どんどん言ってください。参考になります。」と答えていた。後者は『飯野賢治の本』に詳細が記されており、飯野は『マリオ64』開発途上版の自由さを絶賛しており、製品版はスター集めゲームになってしまい残念と語った。宮本は「そういうのは飯野君や飯田君が頑張ったら?」として、9,800円を払ってもらう責任を考えれば、製品版の方が遊べる物になっていると答えた[14]。後に宮本が開発した『ゼルダの伝説 時のオカリナ』で宮本の3Dゲームデザイン能力を絶賛し、『スーパーマリオギャラクシー』が発売した際には「『マリオ』がいる限り『ゲーム』という文化は無くならない」と賞賛していた。
- ゲーム『街 〜運命の交差点〜』には飯野をパロディした「画面も音声も無いゲームを開発しているゲームクリエイター」という登場人物「飯田賢二郎」がいる。
- 1998年、生放送番組『伊集院光深夜の馬鹿力』にゲスト出演した際、放送禁止用語とは知らずに「きちがい」という言葉を使ってしまい、伊集院光が謝罪した。
- 北野誠は自身のラジオ番組『誠のサイキック青年団』で、「飯野は吉野家で特盛の牛皿をおかずに特盛の牛丼を食べていた」と、飯野の独特な食生活について証言している。
- ワープ設立後「キャラ（版権モノ）、続編、移植（アーケード移植）」をゲーム三大悪と語り、一時は8割がどれかだったとして、新作の重要さを訴えていた。飯野自身、下請けとしての『ウルトラマン』のゲーム化（『ウルトラマン倶楽部2 帰ってきたウルトラマン倶楽部』）が、ゲームデザイナーとしての初仕事である。ワープ時代は基本的に新作を製作していたが、『Dの食卓』の続編『Dの食卓2』（『D2』）を作った。飯野は「『D2』であることも狙い」だとしており、主人公ローラからして前作と同名の別人であるなど、前作との関連性はほとんど存在しない。また、セガサターンの『エネミー・ゼロ』が、ほぼ別物ながらセガによりパソコンに移植されるなどした経験があった。
- 小学生の時にYMO登場に衝撃を受け、電子音楽を始めたくてパソコンを買ったのがプログラマーとしての始まりだった。10代の時にはバンドのキーボード奏者としてライブをし、ゲーム会社に就職して最初にした仕事もゲーム音楽の製作である。その後も音楽雑誌『BUZZ』に連載を持ち、『D2』発売時は海外の有名ミュージシャンを招聘したクラブイベントを開催した。また、時々DJとしてイベントなどに出演したことがあった。LUNA SEAのSUGIZOと共にライブを行ったこともある。好きなミュージシャンとして真っ先に挙げるのはYMOとビートルズ。また、ポップスだけでなく、テクノ、クラシック、ジャズなど様々なジャンルに精通していた。
- かつてラジオ番組を行っていた時には小島秀夫などのゲームクリエイターだけでなく、戸川純、平沢進、鈴木慶一らのミュージシャンまでもゲストとして招いていた。
- 『ゲーム批評』で、スクウェアの「引き抜き」行為に対して、引き抜いた人数が多いこと、ゲーム開発途中の社員を引き抜いたことを痛烈に批判していた。
- テレビ番組の企画でIQテストに参加し、様々な項目で満点もしくは高得点を獲得しており、知能指数の高さを見せ付けた。
- 『ダウンタウン・セブン』の1コーナー「怒れ! 熱き日本人」に出場した。これは自分の考えた企画・計画をプレゼンテーションし、その企画に100人いる一般観覧者のうち51人以上が納得すれば賞金100万円を獲得するというコーナーである。飯野は自身の趣味である海外旅行を生かし、「笑顔で出国『スカイランド』計画」を提案。話術巧みにプレゼンテーションを行い、一般観覧者たちの賛同を得て、100万円を獲得した。なお、その放送は2003年に行われ、当時最後の作品『D2』の発売から3年以上経っていたが、職業は「ゲームクリエイター」と紹介されていた。
- 坂本龍一が主催している「おやすみなさい柏崎刈羽原発」の賛同者となっていた。
- 高城剛と間違われることがよくあったため、「マルチメディアグランプリ'95 通産大臣賞」の授賞式では「高城剛と間違われないようにしたいです」とコメントしていた。
- 自らの氏名の欧字表記を、訓令式でもヘボン式でもなく「Kenji Eno」としていた。
- 成沢大輔との対談で、『Dの食卓』は、自身が片親の家庭環境で育ったことが影響していること、環境を作るソフトであり、夜中に一人で2時間ポーズなしセーブなしでプレーすることを意図したゲームであること、『エネミー・ゼロ』は元々プレイステーションで発売した後に、セガサターンで発売する予定であったこと、また、カップルで、または2人でマッピング担当などを分担して遊んでほしかったなど、ゲームやゲームの遊び方、表現などについての思いを語った[15][16][17][18][19]。
- 子供の頃から負けず嫌いで、ゲームで負けるのも嫌いだったため異常に上手かったという。しかし、その頃は「音楽を聴くとかスポーツ観戦するとか、映画を観るとか色々ある遊びの中の1つがゲームだった」ので、当時はゲーム製作者になりたいとは全く思わず、「自分が将来成りたい職業としては一番可能性が低かった」という。
- 影響を受けた思い出のゲームに『インベーダー』、『パックマン』、『ゼビウス』、『AX-5 オリオン/クエスト』、アップルII用の『トランシルバニア』を挙げており、特に『トランシルバニア』は初めて感動したアドベンチャーゲームで、これに影響されて『Dの食卓』を製作している。
- 『Dの食卓』を発売した頃、誌面上で『クーロンズゲート』のヒロインである小黒を「リアルじゃないアニメ風美少女3DCG」と批判した。後年、これに対し『クーロンズゲート』のキャラクターデザイナーの井上幸喜は「CGでかわいいキャラクターを表現するということやフィギュアをCG化するコンセプトで作ったので、リアルな人間は全然意識していなかった」「もっと僕に取材して話を聞いてくれたらよかったのに」と苦言を呈し、比較対象のように同時に掲載されていた『Dの食卓』のローラを「それほどリアルじゃない」と評している[20]。

## ゲーム作品
英語版Wikipediaのページも参照のこと。

### インターリンク
- ウルトラマン倶楽部2 帰ってきたウルトラマン倶楽部（FC） 1990年4月7日　販売：ユタカ　プランナー
- SDヒーロー総決戦 倒せ!悪の軍団（FC） 1990年7月7日　販売：バンプレスト　サウンド（平沢道也と共同）
- 獣王記（FC） 1990年7月20日　販売：アスミック　サウンド（平沢道也と共同）

### EIM
- ぱられるワールド（英語版）（FC） 1990年8月10日　販売：バリエ
- たいむゾーン（FC） 1991年10月25日　販売：シグマ
- わんぱくコックンのグルメワールド（英語版）（FC） 1992年4月24日　販売：タイトー　プロデュース、サウンド
- アドベンチャークイズ カプコンワールド2（AC） 1992年9月　販売：カプコン　一部問題作成
- みやすのんきのクイズ18禁（AC） 1992年　販売：ビデオシステム
- Casino Kid 2（英語版）（NES）サウンド 1992年6月　販売：ソフエル - 日本国内では『100万$キッド』のタイトルで販売された作品の続編
- 恐竜伝説（FC） 未発売 - HAL研究所から発売予定だった
- Superman（NES） 未発売
- Sunman（英語版）（NES） 未発売　プランナー、ディレクター

### ワープ
- 宇宙生物フロポン君（3DO） 1994年8月6日
  - 宇宙生物フロポン君P!（PS） 1995年3月31日
- 突撃機関メガダす!!（3DO） 1994年12月16日
- Dの食卓（3DO） 1995年4月1日
  - Dの食卓（SS） 1995年7月28日
  - Dの食卓 コンプリートグラフィックス（PS） 1995年12月1日
  - Dの食卓 ディレクターズカット（3DO） 1996年1月1日
- おやじハンターマージャン（3DO） 1995年7月14日
- フロポンワールド（仮称）（3DO） 1995年9月14日
- ショートワープ（3DO） 1996年1月15日
- エネミー・ゼロ（SS） 1996年12月13日
  - エネミー・ゼロ（PC） 1998年11月28日
- リアルサウンド ～風のリグレット～（SS） 1997年7月18日
  - リアルサウンド ～風のリグレット～（DC） 1999年3月11日
- セガラリー2（DC） 1998年　音楽を担当
- The Tower II（PC） 1998年　VIPキャラクターとして登場
- Dの食卓2（DC） 1999年12月23日

### フロムイエロートゥオレンジ
- きみとぼくと立体。（Wiiウェア） 2009年3月26日

### その他
- newtonica（iPhone/iPod touch） 2008年8月25日
- newtonica2（iPhone/iPod touch） 2008年12月2日
- newtonica2 resort（iPhone/iPod touch） 2009年1月3日
- one-dot enemies（iPhone/iPod touch） 2009年3月5日

## 書籍
- 『ゲーム Super 27 Years Life』 講談社 1997年7月（その後、星海社文庫として文庫化。 2014年2月）
- 『ゲームを変えた男 飯野賢治 EO事件の真相』 中田宏之編　メディアファクトリー 1997年12月
- 『新・学生時代に何を学ぶべきか』 講談社 1998年2月
- 『スーパーヒットゲーム学』 扶桑社 1998年6月
- 『トップランナー Vol.2』 NHK「トップランナー」製作班　KTC中央出版 1998年5月
- 『ワープ会社案内』 飯野賢治＋ワープ著 北都 1998年2月
- 『2003 飯野賢治対談集』 ソニー・マガジンズ 1999年3月
- 『飯野賢治の本』 マイクロデザイン編
- 『ティーンズメール subject:わたしの気持ち』 朝日新聞学芸部編　教育史料出版会 2003年4月
- 『レッドブック ワルツの雨 RE』 清涼院流水、飯野賢治共著 幻冬舎 2006年12月
- 『息子へ。』 幻冬舎 2011年5月
- 『超ファミコン 』 多根 清史 (著), 阿部 広樹 (著), 箭本 進一 (著) 太田出版 （2013年6月20日） - 4本の読み物の中の一編「天才クリエイター飯野賢治をふり返る」

## 出演
- エネミー・ゼロ テレビCM
- リアルサウンド ～風のリグレット～ テレビCM
- ナイトワープ ENO@HOME（TOKYO FM、1997年3月1日 - 1999年12月25日）
- トップランナー（NHK、1997年6月27日）
- ゲームの惑星（MBS、HTB）1997年9月30日 - 1998年3月末頃まで放送
- 伊集院光 深夜の馬鹿力（TBSラジオ、 1998年8月17日）
- 情熱大陸（MBS制作・TBS系列、1999年12月12日）
- 街で一番の男〜ビートニクラジオ（TOKYO FM、1999年12月20日）
- 課外授業 ようこそ先輩（NHK総合テレビ、2000年4月23日、ゲームで体験! “!〈ビックリ〉”の世界）
- 今夜は恋人気分 〜とっておき夫婦物語〜（NHK総合テレビ、2004年7月14日）

## CD
- 鉄拳2 STRIKE ARRANGES（1996年8月21日 NECインターチャネル NACL1238）

## その他の活動
- NPO法人CAVNAS ワークショップ講師[21]
- 温泉宿の改築「時の宿すみれ」場所は山形県米沢市